# Санта Ана (река)
Санта Ана (енгл. Santa Ana River) је река која протиче кроз САД. Дуга је 154 km. Протиче кроз америчке савезне државе California. Улива се у Тихи океан.